# Râul Zăbrăuți
Râul Zăbrăuți este un curs de apă, afluent al râului Siret, cu izvoarele în platforma Oușoru la 655 m și gura de vărsare la 60,3 m în râul Siret. Cursul se desfășoară pe 41 de km, drenând un bazin de 119 km². Delimitarea bazinului hidrografic (b.h.) pe partea dreaptă  este dată de interfluviile: Dealul Mare (602 m), Tisa (583 m), Glodului (567 m ), Dealurile Flămânda, Ogoarele, Pricopie, Chicerea (320 m) acestea constituind limita față de bazinul hidrografic al râului Șușița. Pe partea stângă cumpăna de ape trece prin de dealurile Ochiu (480 m) și Soldești (371) constituind limita cu bazinul râului Cașin (afluent al Trotușului](fig.1).
Forma bazinului hidrografic este alungită în partea superioară, lățindu-se ușor pe măsură ce înaintează în zona de câmpie. Lățimea bazinului în zona de obârșie este de 3–4 km, în dreptul localităților Fitionești și Movilița ajungând la 8 km lățime pentru ca la gura de vărsare să se desfășoare pe 10 km lățime (fig.1).
 fig.1

## Caracterisitici Fizico Geografice
Bazinul hidrografic(b.h.) Zăbrăuți se carcaterizează printr-o litologie complexă, dată de evoluția reliefului în relație cu Carpații și Câmpia Română (fig.2). Se poate observa cum relieful este dispus între 800 m în zona de deal și 60 de m în câmpia Siretului Inferior (fig. 2). Aspecutul văii și profilul transversal surprinzând trecerea de la un relief cu caracter deluros la unul plat de câmpie

### Caracterisitici Climatice
În cadrul b.h. Zăbrăuți temperatura medie anulă variază între un minim de 6-5 °C și un maxim de 10-11 °C, reflectându-se astfel impactul reliefului în distribuția temperaturilor (fig. 3). De astfel amplitudinea termică anuală variază între 28 °C în zona înaltă și 33 °C la câmpie, reieșind prin valorile observate gradul accentuat de continentalism al climatului bazinelor și prezența extremelor termice. Lunile cu valori termice extreme sunt iulie și februarie, luni favorabile apariției valurilor de frig și căldură.
Precipitațiile medii multianuale (fig. 4) variază între un minim de 500 mm în zona de câmpie și un maxim de 750 pe culmile înalte. Acestea sunt dispuse în ritm crescător dinspre iarnă spre vară și opus dinspre vară și iarnă. Lunile cele mai secetoase fiind ianuarie – februarie pe când cele mai ploioase sunt lunile iunie –iulie.

### Caracterisitici Hidrografice
Din punct de vedere hidrologic, Zăbrăuțiul are un curs puternic influențat de variațiile de precipitații și teperatură, fapt reflectat în distribuția mediilor lunare de a scurgerii lichide.
Din figurile de mai jos reies (fig 5-6) distribuțiile lunare ale scurgerii medii lichide. Cea mai mare scurgere are loc pe parcursul lunii martie, fapt datorat în primul rând creșterii cantității de precipitații, corelată cu topirea zăpezii dar și a unei permeabilități scăzute a solului. Variația  mediilor lunare indică pentru p.h. Fitionești,  că minima se produce în cursul lunii septembrie (0,119 m3/s) ca o consecință a evapotranspirației ridicate dar și datorită rezervelor scăzute de apă din sol. Pe parcursul lunilor ce vor urma, este caracteristic de asemenea un debit lichid scăzut (fig.6).

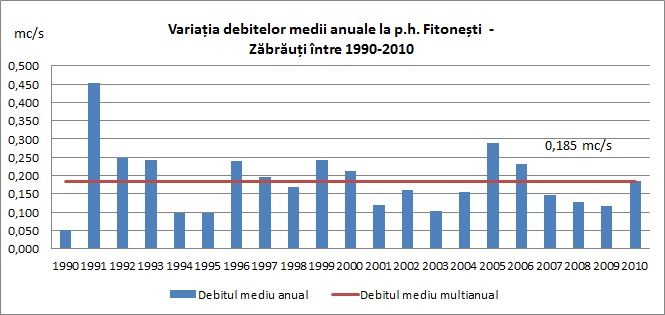
Debitele medii anuale fig. 5

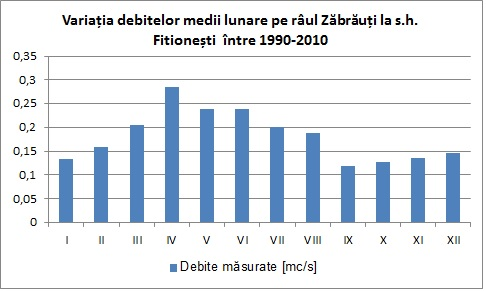
Variația debitelor medii lunare pe râul Zăbrăuți fig.6

Un fenomen cu o frecvență ridicată este reprezentat de seceta hidrologică, corespunzătore perioadelor în care râul este secat, ori cu debit nesemnificativ, datorită instalării secetei agro-meteorologice și epuizării rezervei de apă subterană ce alimentează râul. Se consideră perioadă cu secetă hidrologică, în bazinul Zăbrăuțiului, durata pe parcursul căreia debitul mediu lunar este mai mic de 0,1 mc/s (fig.7).